# Zeilgalerie
Zeilgalerie fue un centro comercial ubicado en la calle Zeil en Fráncfort del Meno, Alemania. Fue inaugurado en septiembre de 1992, con unos 41 metros de altura en 10 pisos, uno de los cuales subterráneo. Tenía aproximadamente 70 tiendas en el edificio. Cuando se abrió al público por primera vez en 1992, la Zeilgalerie solo tenía una escalera mecánica que iba en una dirección hacia arriba. Unos años más tarde, se instaló una escalera mecánica que permitía ir hacia abajo. Un cine IMAX se añadió a la azotea de la Zeilgalerie a finales de 1990. Sin embargo, el cine pronto entró en bancarrota y el espacio se convirtió en una sala de cine solo para estrenos de películas.
El edificio que lo albergaba fue demolido en 2016. En 2018 abrió la primera tienda de un nuevo centro comercial llamado "Upper Zeil", ubicado en el mismo solar.